# Nha Trang
Nha Trang (vietnamsky Nha Trang) je hlavním městem vietnamské provincie Khanh Hoa (viet. Khánh Hoà). Má více než 361 000 obyvatel (2005). Město je známé zejména díky své 7 km dlouhé mořské pláži a nedalekým ostrovům. Kromě toho zde však lze nalézt i řadu jiných pozoruhodností, mj. čamské věže zasvěcené bohyni Ponagar z 8.-12. století, Oceánografický institut či Museum Alexandra Yersina. V roce 2008 hostil Nha Trang finále soutěže Miss Universe.